# Walpertskirchen

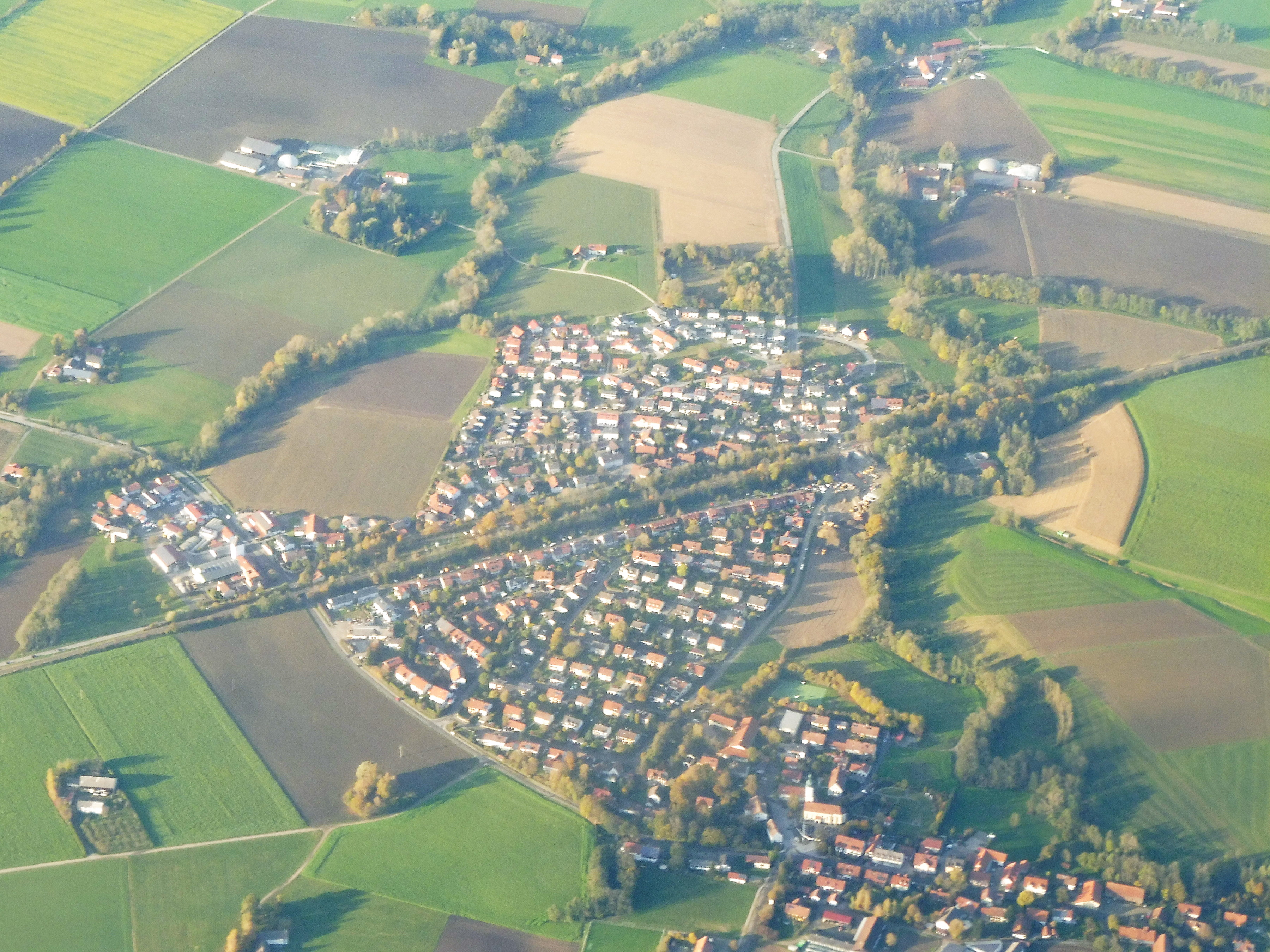
Luftbild von Walpertskirchen

Walpertskirchen ist eine Gemeinde im oberbayerischen Landkreis Erding. Die Gemeinde ist Mitglied der Verwaltungsgemeinschaft Hörlkofen.

## Geografie

### Lage
Walpertskirchen liegt im Erdinger Hügelland in der Region München etwa acht Kilometer südöstlich der Kreisstadt Erding, 15 km westlich von Dorfen, 24 km nördlich von Ebersberg, 40 km nordöstlich der Landeshauptstadt München und 20 km vom Flughafen München entfernt. Der zentrale Ort liegt zwischen der Strogen im Westen und dem ihr etwas nördlich vom Ort zufließenden Hammerbach im Osten.
Die Gemeinde hat eine Bahnstation an der Bahnstrecke München–Simbach, welche mindestens im Stundentakt bedient wird.

### Gemeindegliederung
Es gibt 22 Gemeindeteile (in Klammern ist der Siedlungstyp angegeben):
- Au b.Walpertskirchen (Weiler)
- Blumthal (Weiler)
- Deuting (Weiler)
- Graß a.Holz (Weiler)
- Graß beim Bartl (Einöde)
- Hallnberg (Dorf)
- Hof a.Hammer (Dorf)[4]
- Holzstrogn (Einöde)
- Kapfing (Weiler)
- Kolbing (Dorf)
- Kuglern (Einöde)
- Neufahrn (Dorf)
- Niederhof (Weiler)
- Oberhof (Weiler)
- Operding (Einöde)
- Radlding (Einöde)
- Ringelsdorf (Weiler)
- Schwabersberg (Einöde)
- Urtl (Einöde)
- Walpertskirchen (Pfarrdorf)
- Wattendorf (Einöde)
- Windshub (Einöde)

Es gibt nur die Gemarkung Walpertskirchen.

## Geschichte

### Bis zur Gemeindegründung
Die älteste urkundliche Erwähnung des Ortes stammt aus dem Jahr 749, als ein Amilo von Wulperthusir seinen Besitz an die Kirche zu Freising übertrug. 1130–1139 wird in den Schäftlarner Traditionen ein Wolfbrechtschirchen genannt. Eine Pfarrei besteht nachweislich seit 1215, sie wird auch 1313 in der Konradinischen Matrikel als Pfarrsitz erwähnt. 1358 wurde die Pfarrei durch Bischof Albert II. von Freising mit dem Stift Isen uniert, was bis 1803 Bestand hatte.
Walpertskirchen gehörte zum Rentamt Landshut und zum Landgericht Erding des Kurfürstentums Bayern. Es bestanden bis zur Säkularisation in Bayern enge grundherrschaftliche Verbindungen zum Hochstift Freising und dessen Kollegiatstift Isen. Die Familie Türndl hatte im 15. und 16. Jahrhundert den Edelsitz in Deuting inne.
Im Jahre 1818 entstand durch das bayerische Gemeindeedikt die heutige Gemeinde. Als Teil der Bahnstrecke München–Simbach wurde 1869 in Walpertskirchen ein Bahnhof errichtet, wobei 1871 aufgrund der Intervention des damaligen Bezirksamtes Erding auch im nur 3 Kilometer entfernten Hörlkofen ein Bahnhof errichtet wurde.

### 20. und 21. Jahrhundert
Bei dem Eisenbahnunfall von Walpertskirchen im Jahr 1951 starben 16 Menschen.
In der überwiegend landwirtschaftlich geprägten ländlichen Gemeinde, deren Einwohner sich auf die einzelnen Dörfer, Weiler und Einöden verteilten, setzte nach dem Zweiten Weltkrieg und in den 1970er Jahren eine starke räumliche Ausweitung ein. 1999 wurde das 1250-jährige Jubiläum des Ortes gefeiert.

### Einwohnerentwicklung
Gemäß Bayerischem Landesamt für Statistik haben sich die Einwohnerzahlen jeweils zum 31. Dezember eines Jahres wie folgt entwickelt:
| Jahr | Einwohner |
| ---- | --------- |
| 1960 | 963       |
| 1970 | 969       |
| 1980 | 1252      |
| 1990 | 1529      |
| 1995 | 1619      |
| 2000 | 1823      |
| 2005 | 2011      |

| Jahr | Einwohner |
| ---- | --------- |
| 2006 | 1980      |
| 2007 | 2039      |
| 2008 | 2050      |
| 2009 | 2058      |
| 2010 | 2067      |
| 2011 | 2028      |
| 2012 | 2045      |

| Jahr | Einwohner |
| ---- | --------- |
| 2013 | 2055      |
| 2014 | 2086      |
| 2015 | 2106      |
| 2016 | 2101      |
| 2021 | 2172      |

Seit 1972, dem Jahr der Gemeindereform, hat sich die Einwohnerzahl bis 2015 um 1017 Personen erhöht. Das entspricht einem Wachstum von 93,39 Prozent. In den letzten zehn (fünf) Jahren nahm die Einwohnerzahl um 6,36 (3,85) Prozent zu.
Zwischen 1988 und 2018 wuchs die Gemeinde von 1.442 auf 2.118 um 676 Einwohner bzw. um 46,9 %.

## Politik

### Gemeinderat
Die Gemeinderatswahl 2020 erbrachte folgende Stimmenanteile und Sitzverteilung:
- CSU: 41,86 % (6 Sitze)
- Grüne/SPD: 28,02 % (4 Sitze)
- Freie Wähler Einigkeit: 30,30 % (4 Sitze)

### Bürgermeister
Bürgermeister ist seit 2014 Franz Hörmann (CSU).

### Wappen und Flagge
|                                                                              | Blasonierung: „In Silber ein blauer Wellenbalken, darüber eine rote Krone, darunter ein roter Sparren.“ |
| Das Wappen der Gemeinde Walpertskirchen wurde am 13. August 1981 festgelegt. | |

Neben dem Wappen führt die Gemeinde eine Flagge in den Farben Weiß-Blau-Weiß.

## Sehenswürdigkeiten
- Katholische Pfarrkirche St. Erhard in Walpertskirchen, Kirchenbau von 1491, überarbeitet von Johann Baptist Lethner 1766
- Katholische Filialkirche St. Florian in Schwabersberg, Neubau um 1680 von Hans Kogler
- Bahnhof von 1869, dort sind museal einige historische Formsignale aus dem Bahnhof Erding und eine Wärterbude der Königlich Bayerischen Staatseisenbahnen aufgestellt.[12]

## Religion
Die katholische Pfarrei St. Erhard Walpertskirchen umfasst auch die Filialkirchen in Neukirchen, Obergeislbach, Papferding und Schwabersberg. Seit 1. Dezember 2012 bildet die Pfarrei in Walpertskirchen gemeinsam mit der Pfarrei St. Peter in Wörth und der Kuratie St. Bartholomäus in Hörlkofen den Pfarrverband Walpertskirchen.

## Wirtschaft und Infrastruktur

### Verkehr
Walpertskirchen besitzt einen Haltepunkt an der Bahnstrecke München–Simbach. Über eine Neubaustrecke von der Bahnstrecke München–Simbach zum Flughafen München, die sogenannte Walpertskirchener Spange, soll die Verkehrsanbindung Südostbayerns sowie Oberösterreichs und des Landes Salzburg an den Flughafen verbessert werden.
Die MVV-Buslinie 567 Erding – Walpertskirchen – Lengdorf – Isen – Dorfen fährt Montag bis Freitag von 6-21h sowie Samstag von 6-19h; abends zur Ergänzung RufTaxi 5670.

### Wirtschaft einschließlich Land- und Forstwirtschaft
Die Gemeindesteuereinnahmen betrugen im Jahr 1999 umgerechnet 818 T€, davon waren umgerechnet 86 T€ (netto) Gewerbesteuereinnahmen.  Im Jahr 2020 betrugen die Gemeindesteuereinnahmen 2065 T€, davon waren umgerechnet 219 T€ (netto) Gewerbesteuereinnahmen.
Im Jahr 2020 gab es nach der amtlichen Statistik im produzierenden Gewerbe 64 (1998 95) und im Bereich Handel und Verkehr 46 (1998 keine) sozialversicherungspflichtig Beschäftigten am Arbeitsort. In sonstigen Wirtschaftsbereichen waren am Arbeitsort 5 (1998 60) Personen sozialversicherungspflichtig beschäftigt. Sozialversicherungspflichtig Beschäftigte am Wohnort gab es insgesamt 1012 (1998 620). Im verarbeitenden Gewerbe gab es keine (1998 zwei), im Bauhauptgewerbe vier (1998 drei) Betriebe.
Es bestanden im Jahr 1999 71 landwirtschaftliche Betriebe mit einer landwirtschaftlich genutzten Fläche von 1694 ha, davon waren 1409 ha Ackerfläche und 283 ha Dauergrünfläche. 2017 betrug die landwirtschaftlich genutzte Fläche 1631 ha, es bestanden 2020 noch 41 landwirtschaftliche Betriebe.

### Bildung
Im Jahr 2014 gab es folgende Einrichtungen:
- Kinderkrippe
- Kindergarten
- Grundschule

## Persönlichkeiten
- Sophia Dreyer (* 1977), TV-Moderatorin